# Neleucania citronella
Neleucania citronella là một loài bướm đêm trong họ Noctuidae.